# Pierre-François Guyot Desfontaines

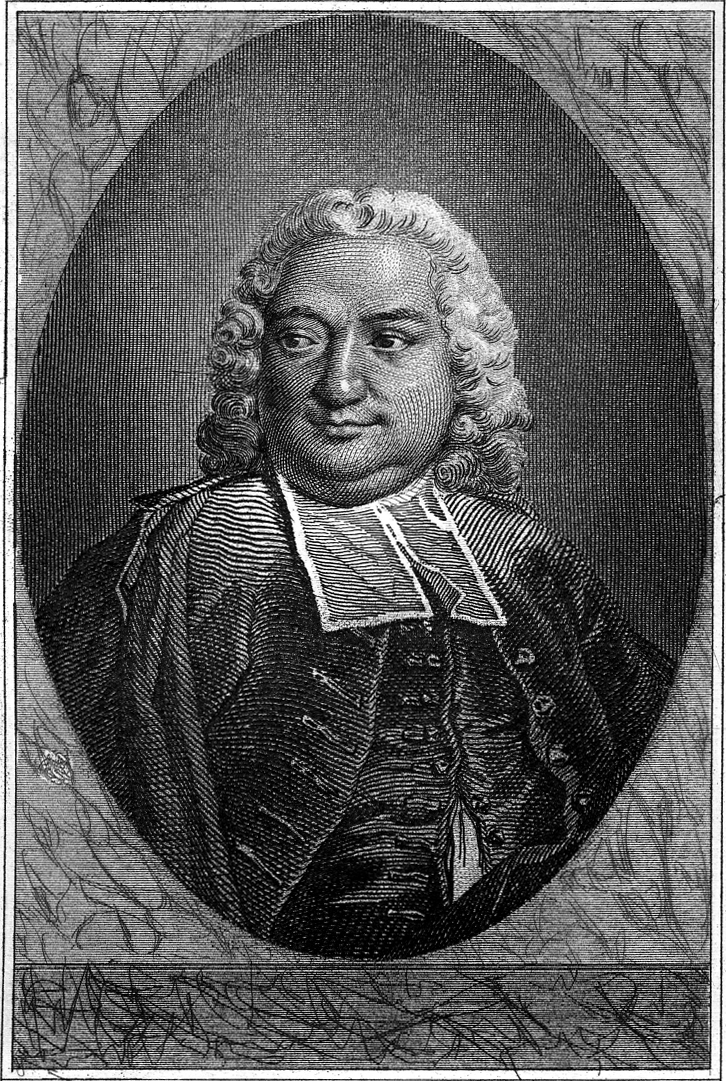
Pierre-François Guyot Desfontaines.

Pierre-François Guyot Desfontaines, född den 29 juni 1685 i Rouen, död den 16 december 1745 i Paris, var en fransk skriftställare. 
Desfontaines var en tid professor i Bourges, men blev för sedlighetsförbrytelser inspärrad i Bicêtre. Genom Voltaires inflytande blev han utsläppt, men angrep senare denne, vilket hade en ytterst häftig polemik till följd. Desfontaines översatte Vergilius, Jonathan Swifts "Gullivers resor" (1727) med mera och utgav bland annat Dictionnaire néologique (1726; 7:e upplagan 1756).